# Енцо Феррарі (футболіст)
Енцо Феррарі (італ. Enzo Ferrari; 21 жовтня 1942, Сан-Дона-ді-П'яве — 11 травня 2025) — італійський футболіст, що грав на позиції нападника. По завершенні ігрової кар'єри — тренер.

## Ігрова кар'єра
У дорослому футболі дебютував 1961 року виступами за команду «Сан-Дона» з рідного міста, за яку провів 39 матчів у Серії D. Згодом протягом 1963—1966 років грав у третьому італійському дивізіоні спочатку за «Форлі», а згодом за «Ареццо». У складі останньої команди 1966 року підвищився в класі до Серії B і сезон 1966/67 провів у другому італійському дивізіоні.
1967 року «Ареццо» знову вибув до третього дивізіону, однак Феррарі продовжив виступи у другому дивізіоні, ставши гравцем «Дженоа». Після одного сезону в цій команді, за яку він забив 14 голів у 36 матчах, отримав запрошення від вищолігового «Палермо». Відіграв за клуб зі столиці Сицилії наступні чотири сезони своєї ігрової кар'єри, по два сезони у Серії A та Серії B. Більшість часу, проведеного у складі «Палермо», був основним гравцем, виступаючи не лише у нападі, але у півзахисті й навіть захисті команди.
У жовтні 1972 року перейшов до друголігової «Монци», яка за результатами сезону вибула до третього дивізіону. Надалі грав на третьому рівні італійської футбольної піраміди за «Ліворно» та «Удінезе».
Завершував ігрову кар'єру у команді «Конельяно» із Серії D, де був граючим тренером протягом 1977—1978 років.

## Кар'єра тренера
Отримавши перший досвід тренерської роботи у нижчоліговому «Конельяно», 1979 року був запрошений до «Удінезе» очолити команду дублерів клубу. А вже 1981 року змінив Густаво Джаньйоні на посаді головного тренера основної команди, ставши одним з наймолодших тренерів в італійській Серії A. Тренував команду з Удіне протягом трьох з половиною років, найуспішнішим з яких був сезон 1982/83, в якому вона посіла шосте місце в італійській першості.
1984 року прийняв пропозицію очолити іспанський «Реал Сарагоса», на чолі якого пропрацював протягом одного сезону. Маючи варіанти продовження кар'єри в Іспанії, 1985 року вирішив за краще повернутися на батьківщину, де очолив «Трієстину». Тренував трієстську команду протягом трьох сезонів у другому італійському дивізіоні, протягом яких вона була в епіцентрі скандалів, пов'язаних з договірними матчами. В сезоні 1985/86 її було оштрафовано на один турнірний бал, що завадило їй втрутися у боротьбу за підвищення в класі, а вже в сезоні 1987/88 п'ять штрафних очок, знятих з «Трієстини», призвели до її пониження до Серії C1 і наступної відставки Феррарі.
Сезон 1988/89 починав на чолі друголігового «Авелліно», з якого був звільнений після 13-го туру першості. Влітку 1989 року очолив тренерський штаб «Падови», на чолі якої пропрацював лише протягом перших 14 турів Серії B сезону 1989/90.
Невдовзі після початку сезону 1990/91 став головним тренером третьолігового «Палермо», який з першої спроби вивів до Серії B. Згодом протягом 1992—1994 років тренував третьолігову «Реджину», після чого по ходу сезону 1994/95 прийняв керівництво «Реджяною», одним з аутсайдерів найвищого італійського дивізіону. Був звільнений з цієї команди за три тури до завершення першості, коли вже було очевидним, що місце у Серії A команда не зберігає.
Згодом до початку 2000-х працював на рівні третього італійського дивізіону, встигнувши потренувати «Алессандрію», «Юве Стабія», «Асколі» та «Ареццо».